# Grecken
Grecken är en sjö i Hällefors kommun och Nora kommun i Västmanland och ingår i Göta älvs huvudavrinningsområde. Sjön är 60 meter djup, har en yta på 20,4 kvadratkilometer och är belägen 176 meter över havet. Sjön avvattnas av vattendraget Malälven. Vid provfiske har bland annat abborre, elritsa, gers och gädda fångats i sjön.

## Delavrinningsområde
Grecken ingår i det delavrinningsområde (661036-143765) som SMHI kallar för Utloppet av Grecken. Medelhöjden är 203 meter över havet och ytan är 74,95 kvadratkilometer. Räknas de 4 avrinningsområdena uppströms in blir den ackumulerade arean 104,99 kvadratkilometer. Malälven som avvattnar avrinningsområdet har biflödesordning 3, vilket innebär att vattnet flödar genom totalt 3 vattendrag innan det når havet efter 334 kilometer. Avrinningsområdet består mestadels av skog (65 procent). Avrinningsområdet har 20,98 kvadratkilometer vattenytor vilket ger det en sjöprocent på 28 procent.

## Fisk
Vid provfiske har följande fisk fångats i sjön:
- Abborre
- Elritsa
- Gärs
- Gädda
- Lake
- Mört
- Nors
- Siklöja
- Öring